# 사는 게 그런 거지
〈사는 게 그런 거지〉는 2021년 발매된 장민호의 디지털 싱글이다.
작곡가 조영수가 작곡하고, 작사가 강은경이 작사한 이 곡은 시원하고 묵직한 리듬의 Rock적인 요소와 인생사를 진중하게 풀어내는 Trot 특유의 어법을 적절히 크로스 오버한 ‘Rock Trot’ 장르의 곡이다.

## 수록곡
전체 작사: 강은경. 전체 작곡: 조영수
| #  | 제목                          | 재생 시간 |
| -- | ----------------------------- | --------- |
| 1. | 〈사는 게 그런 거지〉         | 3:14      |
| 2. | 〈사는 게 그런 거지 (Inst.)〉 | 3:14      |

## 뮤직비디오
뮤직비디오에서는 가수 영탁의 카메오 출연과 장민호가 모델로 활동하는 일동후디스의 하이뮨 제품이 등장해 화제가 되었다.
- 장민호(Jang Min Ho) _ 사는 게 그런 거지(That's Life) - 네이버티비
- Jang Min Ho(장민호) _ That's Life(사는 게 그런 거지) - 유튜브

## 같이 보기
- 장민호
- 드라마 (장민호의 음반)
- 남자는 말합니다
- 에세이 ep.1